# Jrebino, Iambol
Jrebino (în bulgară Жребино) este un sat în comuna Elhovo, regiunea Iambol,  Bulgaria. 

## Demografie
Componența etnică a satului Jrebino
     Bulgari (77,64%)
     Nicio identificare (22,35%)
     Altele (0%)
La recensământul din 2011, populația satului Jrebino era de 170 locuitori. Din punct de vedere etnic, majoritatea locuitorilor (77,64%) erau bulgari. Pentru 22,35% din locuitori nu este cunoscută apartenența etnică.